# Kiss Me Deadly (singolo Lita Ford)
Kiss Me Deadly è una canzone scritta da Mick Smiley e pubblicata da Lita Ford come primo singolo tratto dall'album Lita nell'aprile del 1988. È una delle canzoni più famose della Ford e uno dei suoi singoli di maggior successo, avendo raggiunto il dodicesimo posto della Billboard Hot 100 negli Stati Uniti.
È stata inserita da VH1 alla posizione numero 76 nella classifica delle "100 migliori canzoni hard rock".

## Tracce
7" Single A|B Dreamland 495 75 75
1. Kiss Me Deadly – 3:59
2. Broken Dreams – 5:11

12" Single A|B Dreamland 49 576
1. Kiss Me Deadly – 3:59
2. Kiss Me Deadly (strumentale) – 3:59
3. Broken Dreams – 5:11

## Classifiche
| Classifica (1988)             | Posizione massima |
| ----------------------------- | ----------------- |
| Canada                        | 19                |
| Nuova Zelanda                 | 21                |
| Regno Unito                   | 75                |
| Stati Uniti                   | 12                |
| Stati Uniti (mainstream rock) | 40                |